# Бражниково (Омская область)
Бражниково — село в Колосовском районе Омской области. Административный центр Бражниковского сельского поселения.

## История
Основано в 1825 г. В 1928 году состояло из 90 хозяйств, основное население — русские. Центр Бражниково-Курского сельсовета Нижне-Колосовского района Тарского округа Сибирского края.

## Население
| 1926 | 2010 |
| ---- | ---- |
| 462  | ↘412 |